# Раздел Косова
Раздел территории бывшей югославской провинции Косово между Республикой Сербия и Республикой Косово является одним из возможных вариантов решения косовского конфликта. Различные варианты раздела предлагались как до, так и после провозглашения независимости Республики Косово 17 февраля 2008 года.

## Линия раздела
До конца 1990-х годов при рассмотрении варианта раздела Косова обычно считалось, что территория собственно Косова поля останется в составе Сербии, а Метохии — перейдёт в состав Албании. Разные варианты раздела предлагал в 1960-е годы сербский писатель Добрица Чосич, а в 1990-е годы — президент Югославии Слободан Милошевич, даже нарисовавший карты разграничения Косова, чтобы как можно большее число монастырей вошло в сербскую зону. Все предлагавшиеся до начала 2000-х годов варианты потеряли свою актуальность после изгнания большинства сербов из края (кроме северной его части).
На сегодняшний день, говоря о линии раздела Косова по этническому признаку, как правило, имеют в виду отделение северной части Косова в границах трёх общин, а также части Косовска-Митровицы севернее реки Ибар (т. н. «жёлтая линия»). Эта территория компактно населена сербами (более 95 %), в то время как остальные косовские сербы проживают преимущественно в анклавах внутри Косова.
14 и 15 февраля 2012 года на севере Косова прошёл не санкционированный правительствами Сербии или Косова референдум. Почти все проголосовавшие (99,74 %) высказались против признания органов власти самопровозглашённой Республики Косово.

## Внутриполитический аспект
Ранее раздел Косова официально не поддерживался Сербией и сербскими властями на севере края, поскольку большинство косовских сербов (55 %) проживает вне Северного Косова. Большая часть исторических памятников сербской культуры также расположено вне его.
Однако, культурное значение региона и сербское население в анклавах — не единственная причина неприятия раздела края. Сербское общество в целом также всегда относилось отрицательно к возможности раздела, поскольку это бы означало создание национальной автономии албанцев на территории страны. Воспользовавшись прецедентом, и другие крупные национальные меньшинства Сербии (славяне-мусульмане и венгры) могли бы потребовать реализации своего права на самоопределение в виде автономии. Но на этом, как принято считать в Сербии, дезинтеграционные процессы не закончатся и новые автономии потребуют предоставления независимости, точно также как этого потребовали косовские албанцы в начале 1980-х годов. В настоящий же момент венгры не составляют большинства в Воеводине, что считается сербами гарантией от сецессии региона. Славяне-мусульмане, большинство из которых составляют боснийцы, и вовсе не имеют никакой территориальной автономии, что, по мнению сербов, не даёт права мусульманам требовать какого-либо статуса для Санджака. Такой позицией населения во многом объясняется тот факт, что сербы не проявляют должной активности в вопросе раздела Косова и отстаивании интересов северной его части.

## Внешнеполитический аспект
Раздел Косова встречает острое противодействие со стороны соседей Сербии по бывшей Югославии: Хорватии, Македонии, Черногории. Основным мотивом признания независимости Косова этими странами стало то, что Косово являлось субъектом федеративной Югославии, что делает логичным его независимость в контексте распада страны. Если же рассматривать Косово как албанскую автономию, которая возможно получит независимость, то возникает вопрос, имеют ли право другие национальные меньшинства (сербы и хорваты в Боснии, мусульмане и албанцы в Черногории, албанцы в Македонии, сербы в Хорватии (в том числе изгнанные), венгры и мусульмане в Сербии) бывшей Югославии предоставления тех же прав, что и албанцы в Сербии. По этой причине США и ЕС против любого пересмотра границ. Особенно учитывая, что после Косова следующим по важности идёт вопрос о статусе Республики Сербской в Боснии и Герцеговине, уже давно получившей статус автономии и способной провозгласить независимость.

## Международная реакция
- Косово — Бывший вице-премьер Косова Хайредин Кучи заявил: «Это предложение — провокация Белграда, мы не согласны с ним на все 100 процентов. Мы хотим добиться сотрудничества между косовскими сербами и албанцами, а не разделения»[4]. Премьер-министр Косова Хашим Тачи в сентябре 2012 года также исключил раздел: «Этого [раздела] не будет никогда. Раздел предполагает изменение границ как минимум шести стран»[5]. «В отношениях между Косовом и Сербией нет раздела или отделения территорий, нет обмена территорий и нет переселения населения», — заявила Президент Косова Атифете Яхьяга[6].

- Сербия — Возможность обсудить разделение края по этническому признаку предлагали как бывший президент Сербии Борис Тадич[7], так и его оппонент, бывший премьер-министр, Воислав Коштуница[4]. В июле 2012 года новый президент Сербии Томислав Николич заявил: «Меня никогда не признают президентом в Приштине, а сербы в Косовска-Митровице никогда не признают власти Приштины». Ивица Дачич, будущий премьер-министр, пошёл ещё дальше, провозгласив: «Я убеждён, что наилучшее решение — поделить Косово. Вопрос в том, примут ли эту идею албанцы и международное сообщество»[8]. 22 сентября 2012 года премьер-министр Сербии Ивица Дачич подтвердил сказанные ранее слова, заявив: «Я считаю, что разделение Косова является единственным выходом из сложившейся тупиковой ситуации. И, я уверен, с этим согласны албанские власти в Приштине, — сообщил он журналистам в Белграде. — Некоторые возражают, заявляя, что это вызовет протесты в регионе, между тем эти люди умалчивают о том, что и разделение Сербии также вызвало немалые потрясения»[9].

- Европейский союз — Бывший представитель Евросоюза в Косове Вольфганг Ишингер заявил относительно раздела Косова: «Такие идеи абсолютно недопустимы. Что бы ни происходило, такого произойти не должно»[10].

- Великобритания — «Балканская карта является завершённой», — заявил в октябре 2012 года министр иностранных дел Уильям Хейг, исключив тем самым возможность пересмотра вопроса о косовской независимости или разделе края на сербскую и албанскую части[11].

- США — Дипломаты США не раз обвиняли своих европейских коллег в нерешительности, которая позволяет сербами закрепить свой контроль над Северным Косовом. «Отказ действовать быстро означает потерю северного Косова, что вновь откроет „ящик Пандоры“ этнического конфликта, который начался в 1990-е», — заявил представитель США Кристофер Делл в 2010 году, — «Настало время, чтобы закончить годы дрейфа на севере и изменить динамику укрепляющегося разделения между севером и остальной частью Косова. Текущая ситуация ненадёжна и ухудшающаяся. Цель состоит в том, чтобы остановить гниль»[12].
- Албания — Премьер-министр Албании заявил в ноябре 2011 года: «Раздел Косова является абсурдной идеей, уважение границ Косова отвечает интересам всех стран региона»[13].

- Республика Сербская — Идею передать северную часть Косова в состав Сербии поддержал премьер-министр Милорад Додик[1]. Он же в январе 2013 года, будучи в статусе президента Республики Сербской, подтвердил свои слова, заявив: «Инициатива за разделение Косова на два государства, два народа, которую я поддерживаю, — это последняя линия обороны защиты интересов сербского населения»[14].

- Северная Македония — Президент Республики Македония Георге Иванов заявил, что поддерживает продолжение переговорного процесса и то, что он против раздела Косова, поскольку это может дестабилизировать ситуацию в регионе[15]. Данные опасения вызваны тем, что в самой Македонии на северо-западе страны компактно проживает крупная албанская диаспора, составляющая треть населения, которая могла бы использовать раздел Косова как прецедент для отделения от Македонии, учитывая, что такие попытки уже были в 2001 году.

- Черногория — Экс-премьер Мило Джуканович заявил, что не поддерживает идею раздела Косова, поскольку это «откроет путь для подобных решений в отношении других стран региона»[16]. В самой Черногории албанцы составляют около 5 % населения, которые компактно проживают на границе с Албанией и Косовом.

## Мнения экспертов
- Бывший австрийский вице-канцлер Эрхард Бузек предложил разделить Косово и заявил: «Я согласен с тем, что переговоры — это единственный выход, в рамках которого вопросы, обсуждение которых кажется невозможным в данный момент, также должны быть обсуждены, в том числе и раздел Косова… Я не вижу причин, почему международному сообществу не одобрить разделение, если Белград и Приштина достигнут соглашения по этой теме. Все детали такой резолюции по выходу из тупиковой косовской ситуации могли бы быть оформлены в виде некоего „Косовского Дэйтона“, где международное сообщество стало бы гарантом соглашения»[17].

- Джеймс Кер-Линдси, старший научный сотрудник Лондонской Школы экономики и политологии, заявил, что разделение Косова — логичное решение. В интервью изданию «Politika» он заявил, что у Белграда есть шанс за будущие несколько месяцев добиться разделения Косова и учреждение большой автономии для сербов в Северном Косове[18].
- Айвор Робертс, бывший английский посол в Югославии, поддержал раздел Косова. Он заявил: «Раздел Косова не понравится ни одной стороне, но одинаково плохой для обеих сторон вариант скорее приведет к стабильности, чем существующие Западные планы, которые несомненно дестабилизируют Сербию, и через Сербию и весь регион»[19].
- Маргарет Тетчер, премьер-министр Великобритании с 1979 по 1990 гг.: «И не должно быть разделения, варианта, который всё чаще мы слышим. Разделение стало бы вознаграждением за насилие и этническую чистку. Они [сербы] должны признать поражение. И я безразлична к сербским просьбам сохранить их присутствие на большей части Косова из-за того, что там есть сербские святые места. Подобные просьбы от тех, кто сравнивал с землёй католические церкви и мусульманские мечети, куда бы ни пришёл, циничны и на грани богохульства»[20].

- Патриарх Сербский Ириней, выступая на мероприятии, посвященном девятилетию событий марта 2004 года, заявил: «Вопрос о признании или разделении Косова не стоит. Необходимо найти справедливое решение косовской проблемы, от чего зависит наша судьба».

## Обмен территориями
После провозглашения независимости Республики Косово и её широкого международного признания в границах бывшей автономии раздел территории в обмен на признание независимости всё менее привлекателен для албанской стороны. В составе Сербии же продолжает оставаться Прешевская долина — малоразвитая, но населённая преимущественно албанцами территория. В 1992 году там прошёл местный референдум, на котором население положительно высказалось по вопросу присоединения к Косову. С 1999 по 2001 год в Прешевской долине существовала Армия освобождения Прешева, Медведжи и Буяноваца (по аналогии с Армией освобождения Косова) однако в конфликте с югославской армией НАТО встало на сторону сербов, и территория осталась под их контролем.
Ранее в истории Югославии уже были случаи изменения границ Косова. В 1947 году в состав общины Прешево были переданы семь населённых пунктов Косова, в состав общины Буяновац — четыре, общая площадь переданных территорий — 85 км². В 1959 году 45 домовладений Рашской области переданы в состав Автономной Косовско-Метохийской области.
Население трёх южных общин Сербии неоднородно. В Прешеве албанцы составляют более 90 %, в Буяноваце албанцев 55 %, а сербов — 34 %, в Медведжи две трети жителей — сербы, албанцев — лишь 26 %.
Возможность обмена Прешевской долины на Северное Косово в 2010 году допустил председатель Ассамблеи Косова Якуп Красничи: «Если некоторые сербы не готовы жить в северной части Косова и думают, что могут отделиться, тогда и албанцы из Прешевской долины готовы присоединиться к краю».
В начале 2011 года лидер Демократической партии албанцев Сербии Рагми Мустафа высказался в пользу обмена территориями между Белградом и Приштиной. Он заявил, что три сербские общины Прешево, Медведжа и Буяновац «должны присоединиться к Косову», в то время как «север Косова должен присоединиться к Сербии». По его словам, соответствующее предложение должно лежать на столе брюссельских переговоров. «Я думаю, что в этом заключается будущее нашего региона», — подчеркнул Мустафа.
6 июня 2012 года, во время официального визита в Хорватию, президент Косова Атифете Яхьяга заявила, что у Косова нет никаких территориальных претензий ни к одному государству, и то же ожидается от соседних государств. «Раздела Косова не будет, не будет и раздела Сербии, как и территориальных обменов между Сербией и Косовом. Эти люди должны раз и навсегда избавиться от идей XIX века и осознать, что мы живем в XXI веке», — сказала Яхъяга.
По свидетельству Хашима Тачи, главным смыслом переговоров в Брюсселе 17 января 2013 года для правительства Сербии стало «зондирование почвы» по поводу обмена Северного Косова на Прешевскую долину. По словам косовского премьера, Ивица Дачич лично дал понять, что у сербских властей имеется «желание к обмену территориями».
В апреле 2013 года премьер Сербии Дачич в интервью немецким СМИ заявил: «Я думаю, что сербы и албанцы могли бы легко согласиться на территориальный размен. Но это было бы неприемлемо для Вашингтона, где считают, что это могло бы привести к войне в Македонии. <…> Почему Македонии надо бояться решения о территориальном размене? Правительство Скопье создало такую угрозу, нарушив закон и признав односторонне провозглашенную независимость Косова. А что, если населенные албанцами районы Македонии теперь объявят независимость? Надеюсь, что этого не произойдёт».

### Переговоры 2018 года
В сентябре 2018 года тема пересмотра границ обсуждается на высшем уровне на переговорах ЕС с Сербией и Косовом. Идею до этого поддержал президент Косова Хашим Тачи, сославшись на то, что сербы в конце концов потребуют автономию, аналогичную сербской автономии в Боснии и Герцеговине. Сообщается, что план обмена территориями поддержала верховный представитель ЕС по иностранным делам и политике безопасности Федерика Могерини. Обмен также не исключил еврокомиссар по европейской политике соседства и вопросам расширения Йоханнес Хан. До этого в августе 2018 года советник по нацбезопасности президента США Джон Болтон заявил, что Вашингтон готов к обмену территориями между Сербией и Косовом. Президент Сербии отказался обсуждать эту тему напрямую с президентом Косова, как считается, из-за того, что речь идёт не о разделе Косова, а о взаимных территориальных уступках.